# 月長石

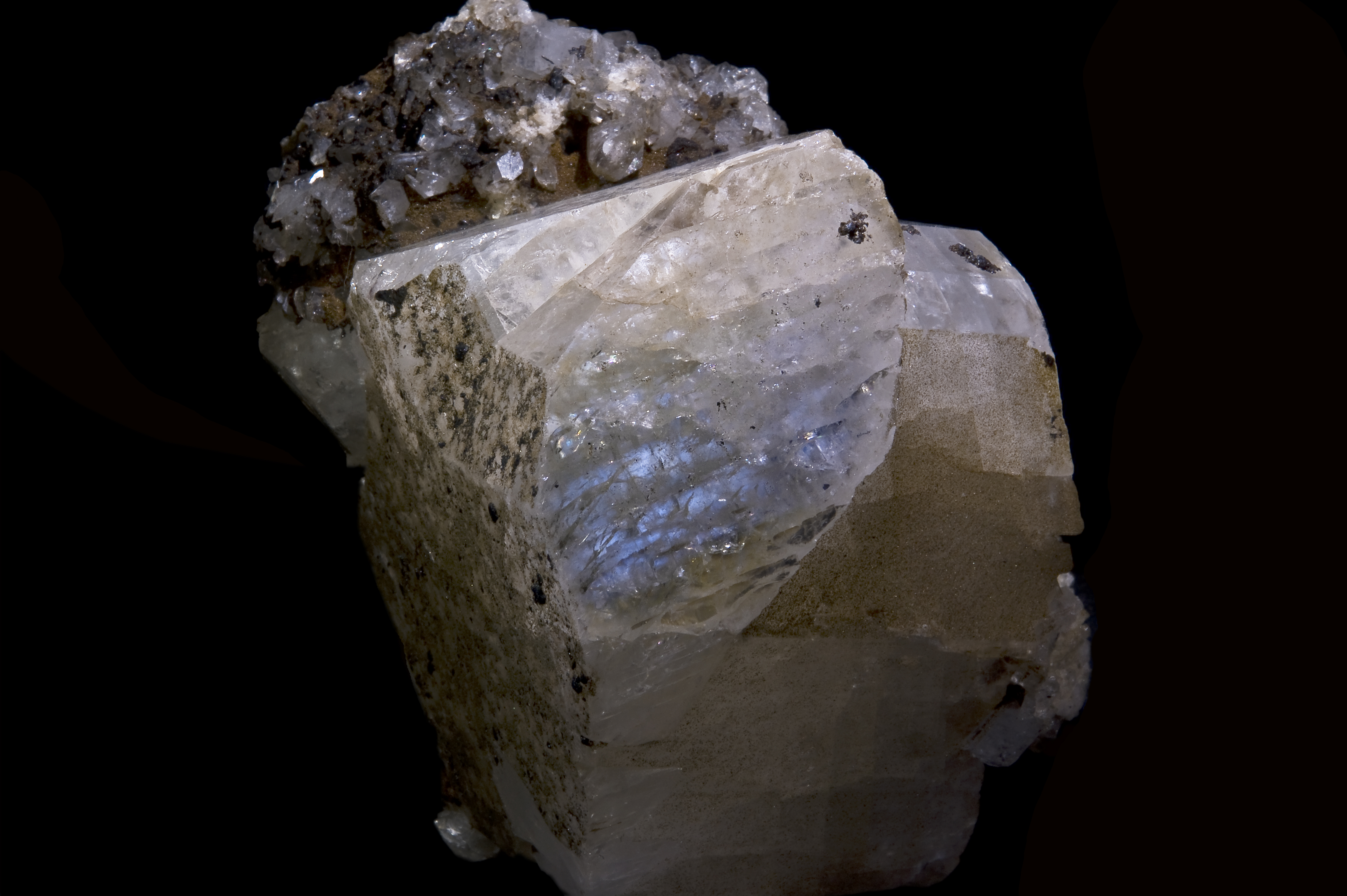
月長石（ムーンストーン） スイス

月長石（げっちょうせき）は、ムーンストーン（英語: moonstone）とも呼ばれ、長石類（サニディンあるいはアノーソクレース）の外観の美しいものが、宝石類に分類されたものである。6月の誕生石である。

## 性質・特徴
おもな産地はインド、スリランカ、ミャンマー。

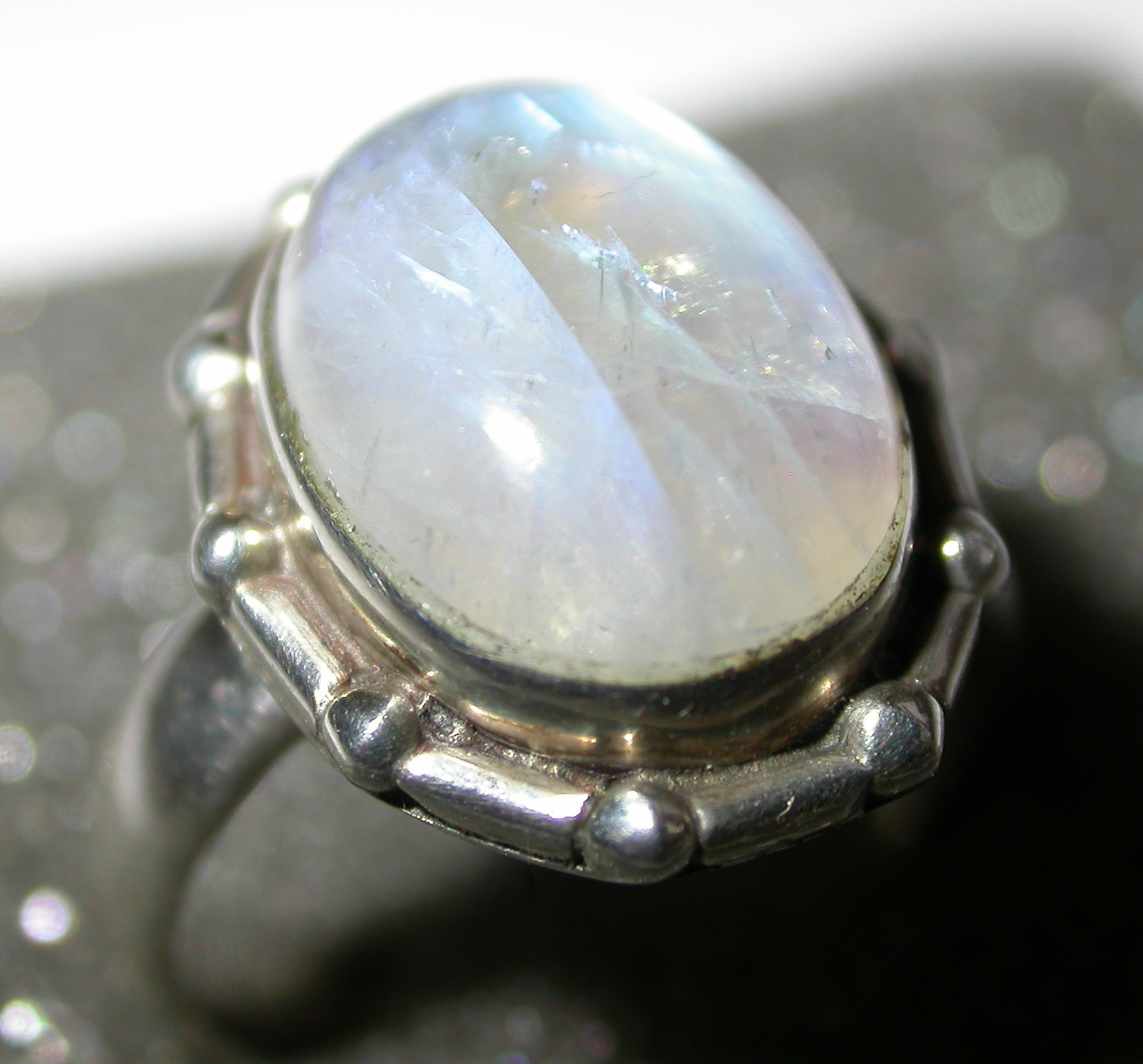
カボション・カットされ、指輪に仕立てられたムーンストーン

日本では木崎湖や人喰谷などで流紋岩を母岩とする月長石が採れる。
そもそもの語源は、透明度の高い長石類にカボション・カットを施すことによって得られる青色や白色の光沢を月光に見立てたことによる。特に青色のシラー効果をもつものを「ブルームーンストーン」と呼んでいる。元来、スリランカで稀に産出する淡い青色のムーンストーンをブルームーンストーンを呼んでいたが、その後、インドなどで産出される長石もブルームーンストーンと呼ばれるようになったため、特にスリランカ産の青色のシラーがでる美しいムーンストーンを「ロイヤルブルームーンストーン」と呼び、オーストリアのアデュラー山脈で産出されているものは、透明感が高く青く美しい光を放つため「アデュラリアンムーンストーン」と呼ばれている。
古代からムーンストーンには、悪霊を祓い、予知能力を高め、ストレスを和らげ、愛をもたらすと信じられていた。
ペリステライト（曹長石の変種）やラブラドライトなどと混同されている場合もある。特にホワイトラブラドライトが「レインボームーンストーン」と呼称されるケースがあるが、ラブラドライトはプラジオクレースである。